# Orden unserer lieben Frau vom Berge Karmel

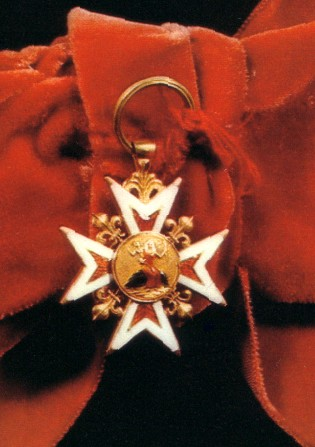
Ordenszeichen

Der Orden unserer lieben Frau vom Berge Karmel wurde 1607 von König Heinrich IV. von Frankreich gegründet.
Der Ritterorden wurde nach dem Karmel in Israel benannt und reihte sich in die karmelitanische Ordensfamilie ein.

## Orden unserer lieben Frau von Karmel und des Heiligen Lazarus
Im Jahre 1608 ernannte Heinrich IV. den Großmeister des Lazarus-Ordens Philibert Marquis de Nerestang auch zum Großmeister des Ordens unserer lieben Frau vom Berge Karmel. Die Vereinigung der Großmeisterämter sollte das Erlöschen des älteren Lazarus-Ordens verhindern. Papst Paul V. erteilte in einer Bulle seine Zustimmung und seinen Segen für die Vereinigung der beiden Orden. Der Orden nannte sich künftig Vereinte Königliche Ritter- und Hospitaliter-Orden unserer lieben Frau vom Berge Karmel und des Heiligen Lazarus von Jerusalem (Ordres Royaux, Militaires et Hospitaliers de Notre-Dame du Mont-Carmel et de Saint-Lazare de Jérusalem Réunis). Der päpstliche Segen bedeutete zugleich dessen materielle Absicherung: die Aufsicht über alle französischen Hospitäler, d. h. Spitäler, Lazarette und ähnliche Institute. Zudem konnten Steuern aus den Komtureien zugunsten des Ordens eingezogen werden.
Die päpstliche Bulle verlieh dem König das Recht, den Großmeister des Ordens zu ernennen. Sie erlaubte die Eheschließung von Rittern, auch mit Witwen, und führte das Gehorsamsgelübde ein. Die Ritter waren angehalten, Waffen zu tragen und gegen die Feinde der Kirche einzusetzen.
Im 17. und 18. Jahrhundert avancierten der „Vereinte Orden“, dem das gesamte französische Hospitalwesen unterstand, zu einem der bedeutendsten Orden des Königreichs und erlebte eine Blütezeit, die mit der Revolution und der darauf folgenden Auflösung aller Ritterorden endete.
Ludwigs XVIII. von Frankreich (reg. 1814–1824) restituierte den „Vereinten Orden“. Der Almanach Royal von 1830 nennt noch Karl X. als Protektor und 12 Ritter, die alle vor 1798 aufgenommen worden waren. Bei der Julirevolution und der Abdankung Karls 1830 verlor der Orden die Protektion der französischen Könige und wurde durch die französische Regierung unter König Louis-Philippe I. endgültig aufgehoben.

## Ordenssymbole
Das Ordenszeichen war ein schmal geständertes und an den Kreuzarmenden keilförmig eingeschnittenes gemeines achtspitziges, goldenes, auf der Vorderseite rot und auf der Rückseite grün emailliertes Kreuz mit goldenen Lilien in den Kreuzwinkeln. Im Avers des Mittelschildes das mit Goldstrahlen umgebene Bild der Jungfrau Maria auf blassviolettem Grund. Im Revers ist auf grünem Medaillon der heilige Lazarus aus dem Grab steigend abgebildet.
Das Ordenszeichen an einem breiten grünen Band im Knopfloch, später am Hals getragen. Bei Zeremonien wurde seit der Zeit Ludwigs XIV. ein purpurroter Mantel als Ordenskleidung angelegt. Auf der Vorderseite befand sich ein Kreuz in grün und Gold gestickt.
Die Devise des Ordens war Dieu et mon Roi! (Gott und mein König).